# Sterictiphora procera
Sterictiphora procera is een vliesvleugelig insect uit de familie van de Argidae. De wetenschappelijke naam van de soort is voor het eerst geldig gepubliceerd in 1988 door Koch.